# Uzzi Förster
Uzzi Förster (* 2. März 1930 als Ulrich Christoph Ludwig Förster in Wien; † 22. Juni 1995 ebenda) war ein österreichischer Jazzmusiker. Das vom Dadaismus inspirierte Multitalent war darüber hinaus auch Akrobat, Schweißer, Wirt, Antiquitätenhändler, Maler und Protagonist des Wiener Aktionismus. Er war der jüngere Bruder des in die USA emigrierten Physikers Heinz von Foerster.

## Leben und Wirken
Ulrich war der Sohn des Ingenieurs Emil von Förster (1877–1944, Sohn des österreichischen Architekten Emil Ritter von Förster) und dessen Ehefrau Lilith (1891–1952, Tochter der österreichischen Theosophin und Frauenrechtlerin Marie Lang, geb. Wisgrill). Nach dem Ende der Monarchie in Österreich-Ungarn wurde vom Parlament von Deutschösterreich am 3. April 1919 die Aufhebung des Adels beschlossen. Infolge dieses Adelsaufhebungsgesetzes verlor auch die Familie Förster das Recht zum Gebrauch ihrer Titel.
Seine musikalische Ausbildung begann Ulrich Förster im Alter von sieben Jahren mit Klavier und Blockflöte, Klarinette und Saxophon. Der „schwierige“ Schüler besuchte zwischen 1941 und 1946 einige Gymnasien in Wien und weigerte sich, der Hitlerjugend beizutreten. Er tauchte in den letzten Kriegsmonaten in Deutschland unter und versteckte sich gegen Kriegsende bei Grete Wiesenthal in einem Keller in Wien.
1947 begann er ein Studium an der Wiener Musikakademie. Als Klarinettist gründete er seine erste Jazzband. Es folgten mehrere Engagements für Wien-Film sowie wöchentliche Auftritte im Strohkoffer bzw. Artclub genannten Kellerraum der Kärntner Bar, Wien-Innere Stadt. 1948 spielte er seine ersten Schallplattenaufnahmen (Body and Soul, How High the Moon) mit einem Quintett für Viennaphon ein; sicher die erste Aufnahme im Bebop-Stil in Österreich. Im Folgejahr leitete er eine Combo mit Alexander Jenner, Hans Koller und Roland Kovac.
Nach einem Studienaufenthalt an der University of Illinois etablierte er sich ab dem Jahr 1953 als freischaffender Künstler mit Auftritten im deutschen Sprachraum; er spielte mit Lionel Hampton, dem Modern Jazz Quartet und Ella Fitzgerald, Fatty George, Bill Grah, Oscar Klein, Willy Meerwald, Joe Zawinul und Friedrich Gulda. Förster wirkte stilistisch prägend auf viele Jazzmusiker. 1955 pachtete er das Lokal Domino in der Wiener Krugerstraße, in dem er regelmäßig auftrat. 1964 übersiedelte er in den Keller des Chattanooga am Graben in Wien, mit dem er vorübergehend den Sammelpunkt der Wiener Aktionismusszene bildete. 1968 bekam er von der Stadt Wien einen Auftrag zur musikalischen Untermalung der Eröffnung der Fußgängerzone Kärntner Straße – Graben.
1969 kam es zur Aufnahme von Infant Sound. Auf dieser LP wurden alle Instrumente (Gesang, Klavier, Saxophon, Schlagzeug, Bass, Bongos und Flöte) von ihm selbst gespielt und anschließend zusammenkopiert. 1970 folgte die zweite Langspielplatte Udrilitten in der gleichen Technik (an der jedoch Albert Mair und Fritz Ocmec mitwirkten) und 1971 Es ist ein gutes Land (mit Helmut Qualtinger, der satirische Texte von Peter Turrini las). Nach Auftritten im Rahmen der Wiener Festwochen und Projekten mit Wolfgang Ambros, Peter Turrini und Dolores Schmidinger gründete er 1977 das Jazz-Café Einhorn in der Joanelligasse 7 im 6. Wiener Gemeindebezirk Mariahilf.

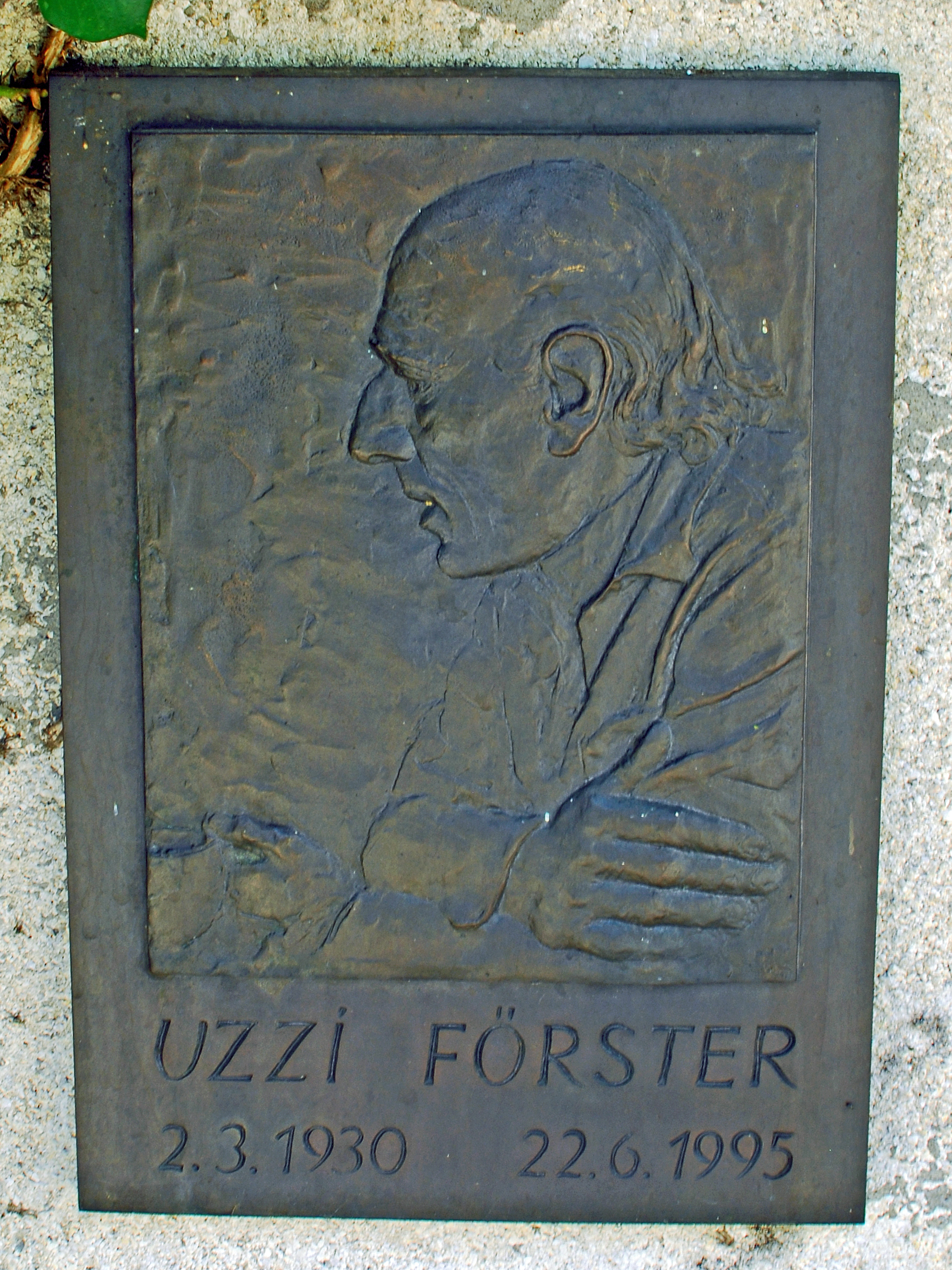
Grabtafel

Am 10. Oktober 1979 gab das Wiener Original Uzzi Förster sein letztes großes Konzert im Mozartsaal des Wiener Konzerthauses mit Kirk Lightsey und Joe Nay; 1984 beendete er seine musikalische Karriere endgültig. Eine Leberzirrhose zwang ihn 1989 zum Rückzug aus seinem gastronomischen Betrieb.
Seine Urne befindet sich in einem ehrenhalber gewidmeten Grab – in einem Mausoleum des Baumeisters Mathias Wisgrill, eines Verwandten der Familie Förster – auf dem Gelände des Grinzinger Friedhofs in Wien (Grabstelle: Gruppe MA, Nummer 69).

## Auszeichnungen, Ehrungen, Preise
- Silbernes Ehrenzeichen für Verdienste um das Land Wien, 1992
- Gedenktafel, 2008, Joanelligasse 7[4]
- Im Jahr 2002 wurde der Uzzi-Förster-Weg im 22. Wiener Gemeindebezirk Donaustadt nach ihm benannt.[5]